# Quién te cantará
Quién te cantará ("qui et cantarà") és una pel·lícula dramàtica amb trama misteriosa de Carlos Vermut estrenada el 2018. Entre els premis obtinguts destaquen el del Festival de Sant Sebastià i el Premi Feroz Zinemaldia. La duració del film és de 124 minuts, la banda sonora és a càrrec d'Alberto Iglesias i la fotografia d'Eduard Grau. Les cançons utilitzades pel personatge de Lila Cassen formen part de la discografia de l'actriu que dona vida al personatge, Najwa Nimri, cançons entre les quals destaca 'Como un Animal'.

## Argument
Lila Cassen (Najwa Nimri) era una cantant de renom fins que, després de la mort de la seva mare, deixa de fer concerts i publicar música nova. Deu anys després, Blanca (Carme Elías) prepara el seu triomfal retorn als escenaris però, poc abans de l'esperada data, pateix un accident a la platja i perd la memòria. Serà la Violeta (Eva Llorach), que viu dominada per la seva conflictiva filla Marta (Natalia de Molina), qui ajudarà a Lila Cassen a tornar a ser l'artista que era. La Violeta treballa en un karaoke on imita a Lila, que sempre ha admirat per tenir la força i el caràcter que a ella li manquen.

## Anàlisi de la pel·lícula
La figura del mar
La pel·lícula comença i acaba al mar: neix sobre l'arena, on la protagonista perd la memòria i acaba en les profunditats de les aigües, en un final interpretable on sorgeix el dubte en l'espectador de si realment Lila Cassen havia patit alzhèimer en algun moment, o si bé tot es resumeix en un mecanisme d'autodefensa del seu propi organisme, que li impedeix acceptar la veritat que la rosega des de la mort de la seva mare.

La figura del doble i la metàfora de vampirisme
El concepte de vampirisme també pot fer referència a la necessitat d'absorbir la personalitat dels altres per tal de crear-se la d'una persona mateixa. Aquest concepte apareix reflectit en el personatge de Lila Cassen, que presenta la conducta del vampirisme dos cops al llarg del metratge, que marquen el transcurs del film. El primer cop, quan el personatge de Najwa Nimri absorbeix el personatge que havia creat la seva mare durant tota la seva vida i utilitza les mateixes cançons que ella va compondre per tornar a publicar-les, imitant l'estil i els moviments de la seva progenitora. El segon cop, Cassen copia la cançó de Violeta, que li permet tornar de gira amb un nou nom artístic: "Violeta Cassen".

Els noms parlants
Els noms dels personatges contenen una important càrrega simbòlica que defineix quina és la seva funció al llarg del metratge. Observem que el nom de les tres actrius principals és el d'un color.
Blanca, personatge secundari que és la representant de Lila Cassen, simbolitza la voluntat del principi d'una pàgina en blanc, que ignori els passats deu anys en els quals l'estrella no ha estat capaç de tornar als escenaris. El blanc representa la llum que intenta guiar a l'artista.
Per altra banda, els colors lila i violeta comparteixen tonalitats semblants, que sovint es confonen com els personatges de Lila i Violeta: al final del film, Lila adopta la personalitat de Violeta.

Relació amb Vértigo d'Alfred Hitchcock
La pel·lícula té com a referent Vertigen, el clàssic d'Alfred Hitchcock: com en la pel·lícula de Hitchcock, el personatge interpretat per Najwa Nimri intenta recuperar a un persona morta a través de Violeta, el personatge d'Eva Llorach, sense saber que aquesta morta és ella mateixa. D'altra banda, Violeta "es torna" Lila, abans que fos només una còpia de la imatge pública de Lila: primer es vesteix amb la seva roba, després emprèn el procés de transformació en un viatge circular i finalment, ja convertida en un residu superflu, assumeix el seu destí tràgic. La mort que provoca Lila a la seva mare o Violeta no evita la mort de la seva filla: a partir dels sacrificis, de les morts, Lila Cassen pot tornar a brillar, pot tornar de gira i recuperar el "seu" talent. És per això que aquest personatge ens evoca totalment al concepte comentat en un dels apartats anteriors: el vampirisme.
Una altra pel·lícula que serveix de referent a Quién Te Cantará és l'obra de cinema crepuscular Sunset Boulevard (1950) de Billy Wilder, en la qual també es veu reflectida la figura de l'estrella (interpretada per Gloria Swanson) que ja no es reconeix a si mateixa, que viu en un temps que ja no li pertany i que viu embogida.

## Repartiment
- Najwa Nimri com a Lila Cassen
- Eva Llorach com a Violeta
- Carme Elías com a Blanca
- Natalia de Molina com a Marta

## Crítica
FilmAffinity la valora amb una puntuació de 7'2/10 i IMDB amb un 7'3/10. Cinemania la puntua positivament amb un article on defineix el film de Vermut com un "melodrama cerebral d'esclats secs, exercici sobre la derivació de l'original en còpia i viceversa o exhibició del dolor que suposa de vegades aconseguir els somnis". Per altra banda, El Mundo opina que "la pulcritud de cada pla acaba per anestesiar bon part del drama". A diferencia d'aquestes critiques, una positiva i l'altra negativa, també hi ha valoracions mixtes com la de Nando Salvà pel Periódico, que assegura que "cada simetria y cada metàfora del relat resulten excessivament obvies i forçades, (...) encara que finalment aconsegueix una reflexió intrigant i en moments fascinant sobre allò que ens fa ser i allò que realment som".
Pel que fa a les actrius, les dues protagonistas han estat elogiades pel seu treball per part de la crítica, com també la secundària Natalia de Molina, guanyadora de dos premis Goya, el personatge de la qual és considerat per alguns "el més dur de la seva carrera professional".

## Premis
En la 33a edició dels Premis Goya, les tres actrius principals, Natalia de Molina, Najwa Nimri i Eva Llorach, han estat reconegudes pel seu treball interpretatiu en el film amb una nominació a Nimri per actriu principal, una per Molina com a actriu de repartiment i una per Llorach per actriu revelació.
L'Acadèmia espanyola també ha premiat en forma de nominació a la pel·lícula en les quatre categories següents: millor direcció de fotografia, millor disseny de vestuari, millor maquillatge i perruqueria, i millor so. En total, el film ha rebut un total de 7 nominacions.